# جون فوربس (سياسي)
جون فوربس (بالإنجليزية: John Forbes)‏ هو سياسي أمريكي، ولد في 1956 في كلاريون في الولايات المتحدة. حزبياً، نشط في الحزب الديمقراطي. وقد انتخب عضو مجلس نواب ولاية ايوا (12 يناير 2015 – 8 يناير 2017) وانتخب عضو مجلس نواب ولاية ايوا (14 يناير 2013 – 11 يناير 2015).

## وصلات خارجية
- الموقع الرسمي